# Храм Преподобного Силуана Афонского (Новая Ляда)
Храм Преподобного Силуана Афонского — православный храм в посёлке Новая Ляда Тамбовского района Тамбовской области. Освящён 24 декабря 2014 года.

## История
До революции храма в Новой Ляде не было, хотя ранее церковь стояла в селе Малая Талинка, которое сейчас входит в состав р. п. Новая Ляда. Первоначально это был деревянный храм. Затем в начале XIX века генерал-майор И. Т. Сазонов, впоследствии герой Отечественной войны 1812 года, чьё имение располагалось неподалеку, построил новую каменную церковь во имя Покрова Пресвятой Богородицы. Эта церковь простояла более 100 лет. По сведениям старожилов села, в годы Великой Отечественной войны в ней размещался склад зерна, затем церковь снесли.
В 2010 году группа тамбовских предпринимателей, уроженцев Новой Ляды, во главе с А. П. Малиным и Г. В. Арзамасцевым приняла решение построить на своей малой родине сельскую церковь. Для строительства было выбрано место рядом с местным кладбищем.
К работам по сооружению храма были привлечены опытные мастера. Разработчиком проекта являлся воронежский архитектор А. А. Радин. Работы по художественному оформлению интерьера, росписи стен выполнили в основном художники из Санкт-Петербурга.
Было решено, что новый храм будет освящен в честь преподобного Силуана Афонского, уроженца Тамбовской губернии. Как сказал один сербский епископ, посещавший отца Силуана на Святой Горе Афон, этот дивный подвижник был простой монах, но богач в любви к Богу и ближним, к которому многие монахи со всех сторон Святой Горы прибегали за советом. В нём они видели своего отца духовного, возрождавшего их своею любовью.
4 декабря 2014 года митрополит Тамбовский и Рассказовский Феодосий совершил чин малого освящения храма в честь преподобного Силуана Афонского и возглавил Божественную литургию в сослужении клириков Спасо-Преображенского кафедрального собора города Тамбова. После богослужения митрополит Феодосий обратился к присутствующим в храме с архипастырским словом. Он заметил, что на Тамбовской земле это первый храм, освящённый в честь преподобного Силуана Афонского, и первый построенный храм в современное время, росписи стен в котором выполнены в древнерусском стиле.
C 9 по 12 сентября 2016 года в рамках празднования 1000-летия присутствия русского монашества на Святой Горе Афон в городе Тамбове пребывал ковчег с честной главой преподобного Силуана Афонского. 10 сентября 2016 года ковчег посетил храм в р.п. Новая Ляда.

## Особенности храма

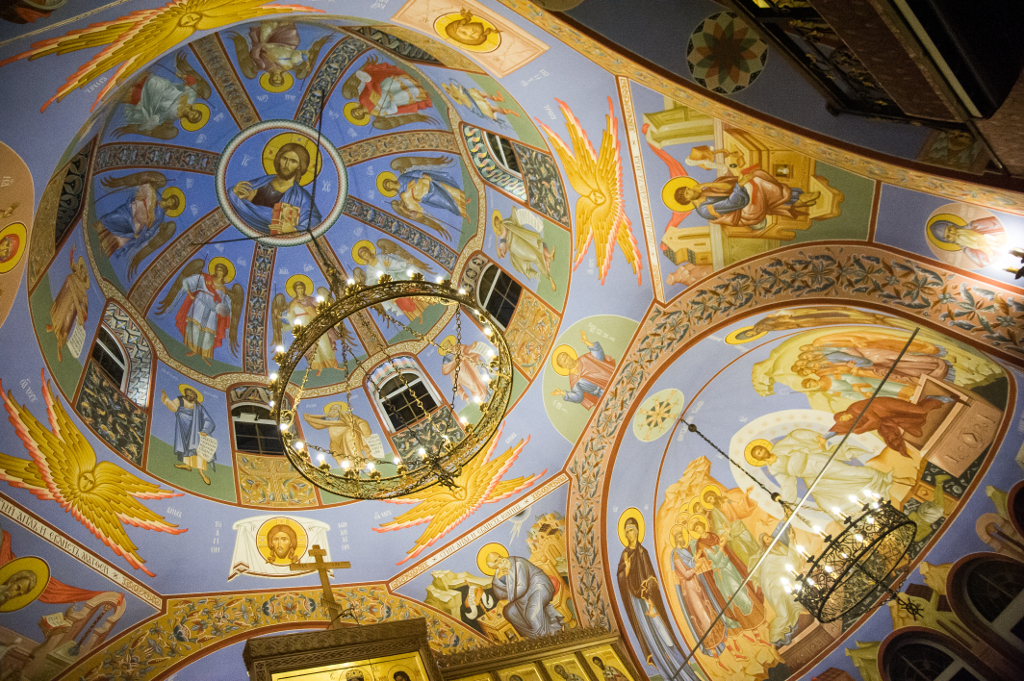

Храм построен в древнерусском стиле. Прихожан встречает входная группа, состоящая из тысячи деталей, отлитых из латуни. Работа над ней заняла четыре года. Дубовый тябловый иконостас вырезался вручную полтора года в Санкт-Петербурге. Более двух лет с соблюдением всех старинных технологий иконописи писались иконы. Настоящим украшением храма выглядят две мозаичные иконы, написанные мастерами из Академии художеств Санкт-Петербурга. Для внутренней росписи использовалась специальная краска на натуральной основе, которая наносилась на соответствующую штукатурку. При использовании современных технологий удалось получить эффект фрески. Роспись храма произведена в академическом стиле. На стенах прихожане могут найти жизнеописание преподобного Силуана Афонского и лицезреть уникальную фреску. Она выполнена по фотографиям фрески из сербского храма, оригинал которой был утрачен в результате авиаударов американских войск по территории Югославии. Купол, изготовленный в Волгодонске, покрыт не сусальным золотом, а более долговечным нитротитановым покрытием.